# Liri Blues Festival
Liri Blues Festival est un festival italien de blues, et l'un des plus importants en Europe, organisé depuis 1988 à Isola del Liri, ville jumelée avec la Nouvelle-Orléans. Lors de certaines éditions, il s'est également tenu dans d'autres communes voisines et, en 2018-2019, uniquement à Veroli. Après deux années d'arrêt dues à la pandémie de Covid-19, le festival est de retour à Isola del Liri depuis 2022.

## Caractéristiques
Fondé en 1988, le Liri Blues se tient généralement le premier week-end de juillet et est gratuit depuis sa première édition. Les concerts, qui se déroulent pour la plupart sur la place centrale De' Boncompagni, sont accompagnés de jam sessions dans le centre historique de la ville d'Isola del Liri, une ville qui a la particularité d'avoir une chute d'eau de 28 mètres de haut qui tombe dans la rive médiévale au cœur du centre historique.
Après les premières années, le festival devient itinérant, touchant également d'autres villes de la province de Frosinone. Par la suite, l'événement est revenu de manière permanente dans la « ville des cascades ». Le lieu qui a accueilli le plus grand nombre de concerts au fil des ans est la Piazza De' Boncompagni, là même où les premières représentations ont eu lieu en 1988. Lors de certaines éditions, d'autres lieux sont utilisés, comme la zone de Boimond à Isola del Liri Superiore, le château de Boncompagni-Viscogliosi et la Piazza SS. Triade, dans le centre ville. Au début des années 2000, des éditions hivernales (Liri Blues Winter) ont également été organisées avec des bluesmen célèbres tels que Corey Harris, Junior Wells, Honeyboy Edwards, Roberto Ciotti, Paolo Bonfanti, Fabio Treves et bien d'autres.

## Histoire

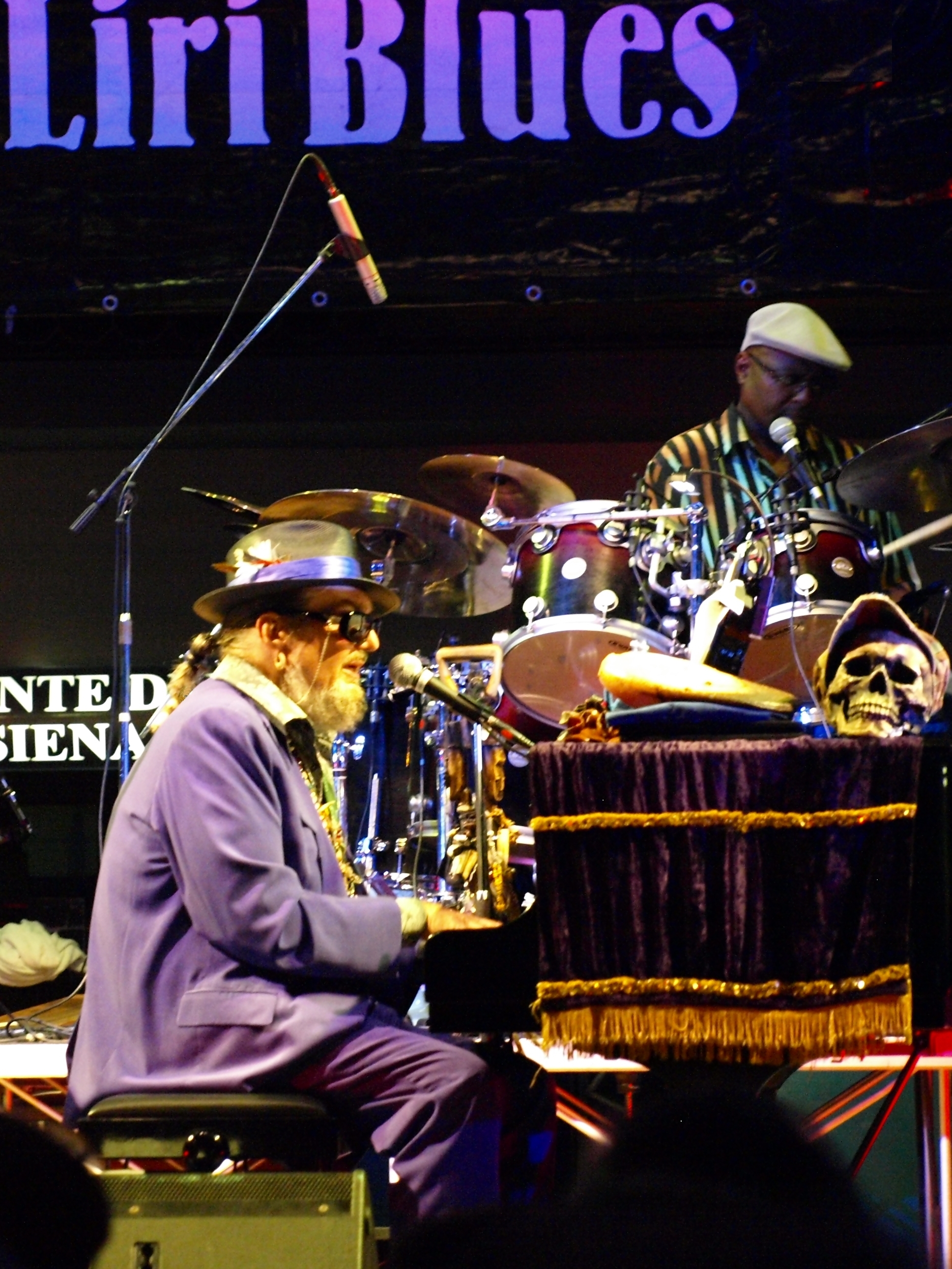
Dr. John au Liri Blues (Piazza De' Boncompagni, Isola del Liri 19/7/2010).

En 1989, le Festival voit se produire des musiciens de blues légendaires tels que Buddy Guy et Junior Wells. Le 7 janvier 1997, à l'occasion du dixième anniversaire du festival, le maire de l'époque, Bruno Magliocchetti, et le créateur du festival, Luciano Duro, se sont rendus en Louisiane pour signer l'accord de jumelage entre les municipalités d'Isola del Liri et de la Nouvelle-Orléans et recevoir la citoyenneté d'honneur du maire Marc H. Morial.
Les célébrations du jumelage se poursuivent à Isola del Liri, où le clarinettiste Alvin Batiste, professeur entre autres de Branford Marsalis, donne un concert avec des musiciens locaux et de la Nouvelle-Orléans. Batiste a notamment interprété un morceau de jazz intitulé Isola del Liri, composé pour l'occasion et repris plus tard dans l'album Songs, Words and Messages, Connections.
L'édition 2001, avec la mémorable prestation de John Mayall, marque le retour de l'événement à une dimension permanente, avec des concerts uniquement à Isola del Liri. Les trois années suivantes ont vu l'inauguration du nouveau site de la Piazza SS. Triade, avant de revenir à la configuration initiale.
En 2002, Radio Rai commence à suivre le festival et a proposé, dans le cadre de l'émission Radioscrigno, des enregistrements en direct tels que Tired of Talking de Robben Ford et des interviews, comme celle du virtuose de la guitare slide Roy Rogers. La collaboration avec la RAI s'est poursuivie dans les années suivantes,,.
Preuve d'un lien profond, même des années plus tard, après les graves dégâts causés par l'ouragan Katrina en août 2005, les Liri Blues apportent une aide concrète aux musiciens de la Nouvelle-Orléans mis à genoux par cette tragédie. Le 9 novembre de cette année-là s'organise le New Orleans Day, un concert de charité au cours duquel Corey Harris (vedette du film From Mali to Mississippi de Martin Scorsese) et plusieurs autres groupes se sont produits. 
Une soirée de l'édition 2006, qui voit les Têtes de Bois (it), Daniele Silvestri et Nada lors de la tournée Avanti Pop, s'arrêter à Isola del Liri dans le cadre des célébrations du centenaire de la CGIL, est particulière et n'a pas manqué de susciter la controverses. En 2007, à l'occasion du 20e anniversaire de l'événement, Liri Blues produit un album live dans lequel le jug band Dr. Sunflower, dirigé par Mario Insenga, joue avec un orchestre de 12 accordéons (Piccola orchestra la Viola). Le projet, Homage to New Orleans, est un remaniement original du répertoire classique du blues de Louisiane. Le spectacle est clôturé par un concert de l'inoubliable Willy DeVille.
En 2010, c'est Dr. John, sur la scène du Liri Blues, qui renforce le lien constant entre la petite ville de la province de Frosinone et la capitale de la Louisiane. En 2011, le festival a de nouveau vu défiler de grands noms de la scène internationale comme Bettye LaVette, Colosseum, Albert Lee et Sonny Landreth. En 2017, la ville de Veroli accueille deux soirées du festival. Lors de cette édition, la dernière date s'est déroulée dans le cadre inédit du château Boncompagni - Viscogliosi à Isola del Liri. Après une interruption de deux ans pour des raisons liées à la pandémie de Covid-19, le festival revient à Isola del Liri en 2022.